# روبرت براون (مغني)
روبرت براون (بالإنجليزية: Robert Brown)‏ هو مغني أمريكي، ولد في 27 مايو 1970.

## وصلات خارجية
- الموقع الرسمي
- روبرت براون على موقع ميوزك برينز (الإنجليزية)
- روبرت براون على موقع ديسكوغز (الإنجليزية)